# Lipták Béla György
Lipták Béla György (Béla G. Lipták) (Budapest, 1936. június 7. –) magyar villamosmérnök, újságíró, lapszerkesztő, gépészmérnök. A biztonság, az automatizálás, a folyamatirányítás, az optimalizálás és a megújuló energia területén tevékenykedik. A Műszer- és automatizálási mérnöki kézikönyv főszerkesztője. Kézikönyve és más munkái az automatizálás területén fontos szerepet töltöttek be az automatizálási közösségben.

## Életpályája
Pannonhalmán járt középiskolába. 1953–1956 között a Műszaki Egyetem hallgatója volt. A forradalom idején MEFESZ vezető a Műegyetemen. Az 1956-os forradalom menekültjeként érkezett az Egyesült Államokba. Ösztöndíjat kapott a Stevens Institute of Technology-n (1959), és mesterdiplomát a CCNY-n (1962). 1957-től az Amerikai Magyar Egyetemisták Szervezete elnöke. 1959-től a Diák Tájékoztató szerkesztője. 1959–1975 között oktató mérnök volt. 1960-tól a Crawford and Russel Inc. (Stamford) vállalat automatizálási osztályának főmérnöke. A Pratt Institute-on (1965) informatikából is tart egyetemi kurzusokat. 1970-től kutatta Nagy Imre sírját, melynek megtalálásáról 1985-ben a Wall Street Journalban tájékoztatta a közvéleményt. 1975-től saját mérnöki tanácsadó cégét vezeti. 1975–1997 között a Yale Univversity professzora volt. 1986-ben a Duna elterelése elleni harc céljával létrehozta a Magyar Környezetvédelmi Alapot, majd 1990-ben, a Dráva elterelésének megakadályozására elindult Somogyban a képviselő-választáson. 2000 óta a Magyar Lobbi vezetője.

## Családja
Szülei: id. Lipták Béla (1909–1970) mezőgazdasági szakértő és Dieballa Margit (1911–1987) voltak. Testvére: Lipták Péter (1934-2016) és Lipták András (1940-). Feleségül vette Szacsvay Mártát (1938-), aki a Szacsvay családból származott. Gyermekeik: Lipták Ádám (1960-) a New York Times munkatársa, és Lipták Ágnes (1961-) a világhirű FRESCO című festmény és dekorációs vállalat tulajdonosa.

## Díjak és kitüntetések
A Nemzetközi Automatizálási Társaság (1973) rendes tagja. A Control Global médiaportál a Folyamatautomatizálási Hírességek Csarnokába is felvette.

## Fordítás
- Ez a szócikk részben vagy egészben  a   Béla G. Lipták című angol Wikipédia-szócikk ezen változatának fordításán alapul.  Az eredeti cikk szerkesztőit annak laptörténete sorolja fel. Ez a jelzés csupán a megfogalmazás eredetét és a szerzői jogokat jelzi, nem szolgál a cikkben szereplő információk forrásmegjelöléseként.